# Отказанная игра Блиндера
Отказанная игра Блиндера, Отказанная игра Б. Блиндера — дебют в русских шашках. Выраженной табии дебюта нет. Название — по отказу черными от перехода в Игру Блиндера со связкой левого фланга белых после хода 2…ba5, и выбора другого пути развития. Как правило, «при иных ответах игра может свестись к другим дебютам, но и возможны и характерные лишь для данного дебюта построения. Например, 2…gh4. 3. ba5 (при 3.cd2 создаются позиции из других дебютов) 3…gf6…4.cb4 bc5 5.gf4 ab6 …6. hg3 fe5! с обоюдоострой позицией» (Литвинович В. С., Негра Н. Н. Курс шашечных дебютов. — Минск: Полымя, 1985. С.200).

## Партии
Навикаускас Э. — Матюшичев Е. М., 6-й чемпионат мира по русским шашкам по электронной переписке, 1:1
1.cb4 fg5 2.dc3 gh4 3.ba5 gf6 4.cb4 bc5  5.bc3 ab6 6.cd4 fg5 7.ab2 gf4 8.g:e5 d:d2  9.e:c3 c:e3 10.f:d4 hg5 11.cd2 hg7 12.gf2 gh6 13.bc5 ba7 14.ab4 ed6 15.c:e7 f:d6 16.de5 d:f4 17.fg3 h:f2 18.bc5 b:d4 19.c:e1 cd6 20.hg3 dc7 21.gh4 gf4 22.de3 f:d2 23.e:c3 =
Дубицкий В. — Бурко С. 1:1, 3-й чемпионат г. Санкт-Петербурга по электронной переписке. Финал
Классические русские шашки.
1.cb4 fe5 2.dc3 gf6 3.ba5 fg5 4.ed4 gh4
  5.d:f6 e:g5 6.cb4 bc5 7.ed2 gf4 8.g:e5 d:f4
  9.b:d6 c:e5 10.ab4 ab6 11.a:c7 b:d6 12.bc5 d:b4 13.ba3 dc7 14.a:c5 cd6 15.c:e7 f:d6 =

Попонин В. – Беляев Н. 1:0, Чемпионат Города Новоуральска 2011-2012 гг, Высшая лига
1.cb4 fg5 2.ba5 gh4 3.dc3 gf6 4.cb4 fg5   5.bc3 gf4 6.e3g5 h4f6 7.fe3 fg5 8.gf4 gh4  9.cd2 hg7 10.ab2 dc5 11.b4d6 c7g3 12.h2f4 gf6 13.a5c7 b8d6 14.cd4 fe5 15.d4f6 e7g5 16.bc3 dc5 17.cd4 ab6 18.dc3 ba5 19.d4b6 a5c7 20. ab4 fe7 21.cd4 cb6 22.ef2 ba5 23.bc5 ef6 24.gh2 fe5 25.f4d6 ab4 26.c5a3 gf4 27.e3g5 h6f4 28.de5 hg3 29.f2h4 fe3 30.ef6 ed2 31.fg7 dc1 32.gh8 ch6 33.de7 d8f6 34. h8d4 hd2 35.hg3 dh6 36.ab4 hf8 37.dc5 fg7 38.ce7 gh8 39.ba5 ha1 40.ab6 ah8 41.ba7 ha1 42.hg5 x